# Асафетида (прянощі)

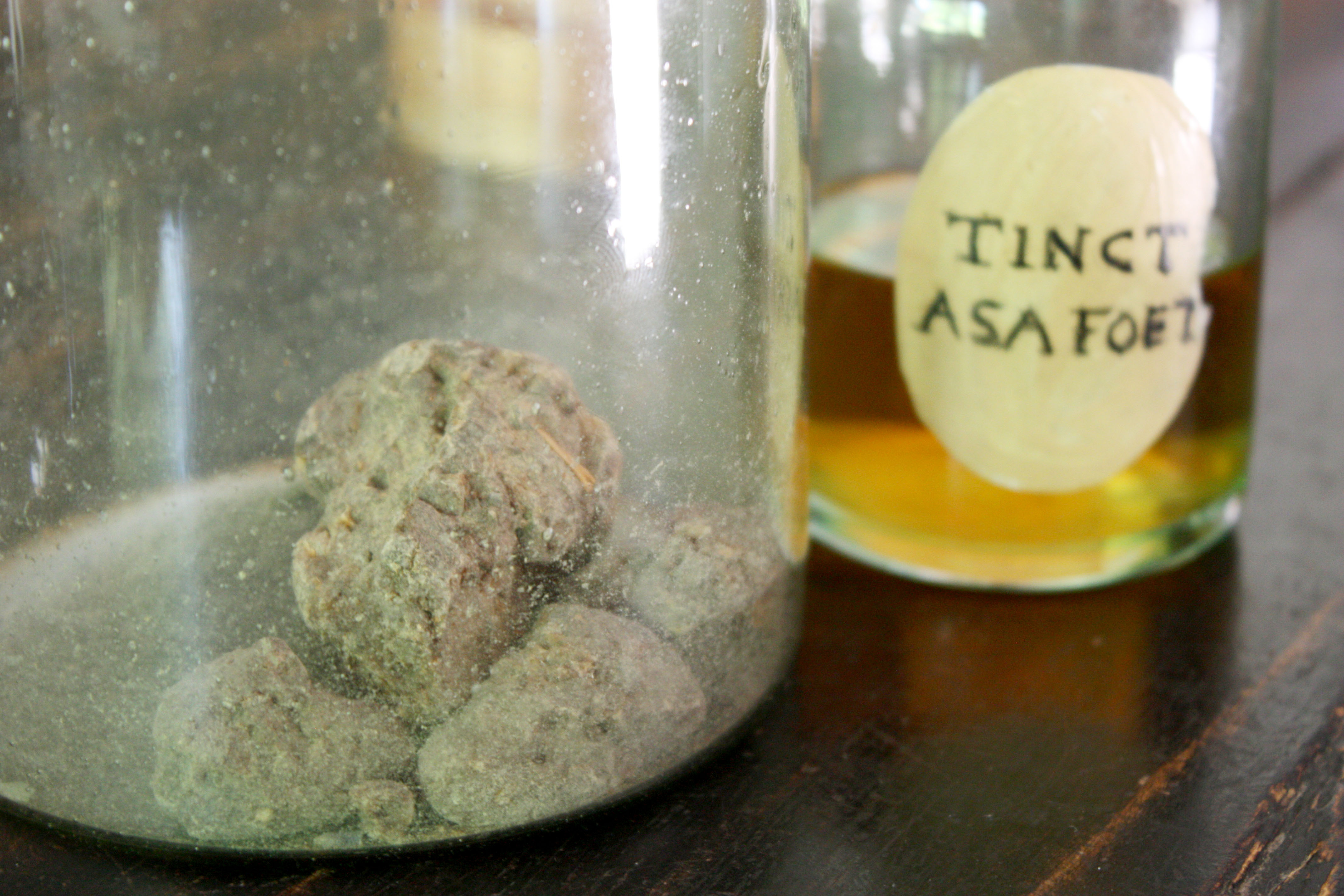
Неперероблена асафетида в банці та у вигляді настоянки

Асафетида — висушений латекс (камеді олеосмола) виділеної з кореневища або водопровідного коріння з декількох видів ферули (Ф. Foetida і Ф. АССА -foetida), багаторічні трави, що ростуть від 1 до 1,5 метра. Належать до родини селерових, зонтичних. Асафетида входить у той же рід, що й силфіум (північноафриканська рослина, яка зараз вважається вимерлою). Вид росте в пустелі Ірану та горах Афганістану, де вирощується у значній кількості. Загальноприйнята сучасна назва рослини в Ірані та Афганістані — бадіан, що означає: «що стосується газу чи вітру», завдяки використанню його для полегшення шлункового газу.
Асафетида має різкий запах, що надає їй тривіальну назву смердючої гумки. Запах виділяється при варінні, смак нагадує цибулю-порей або інших цибулевих родичів. Asafoetida також відомий як «їжа дияволів», «послід диявола».

## Етимологія
Походить англійська назва Asafoetida від asa, латинізованої форми перської аза, що означає «смола», та латинської foetidus, що означає «пахне, смердючий» через її сильний сірчаний запах.
У США народна орфографія та вимова — це «asafedity». Хінг (हिग) в маратхі, hengu (ହେଙ୍ଗୁ) в Одіа, Hin (হিং) в Бенгальській, ingu (ಇಂಗು) в каннада, kāyaṃ (കായം) в Малаялам (це було підтверджено, як raamadom у 14 столітті), інгува (ఇంగువ) на телугу та хінг (हींग) на гінді. На пушту асафетида називається хенджана (هنجاڼه). Її різкий запах став причиною того, що його стали називати багатьма неприємними іменами. Французькою він відомий як merde du Diable, що означає «диявольське лайно». В англійській мові його називають диявольським гноєм, в німецькій — Teufelsdreck, шведській — dyvelsträck, голландській — duivelsdrek, африкаанс — duiwelsdrek, фінською — пірунпаска або пірунхпіка, турецькою він відомий як Şeytan tersi, Şeytan boku або Şeytan otu, а кашубською — czarcé łajno.

## Використання

### Кулінарія

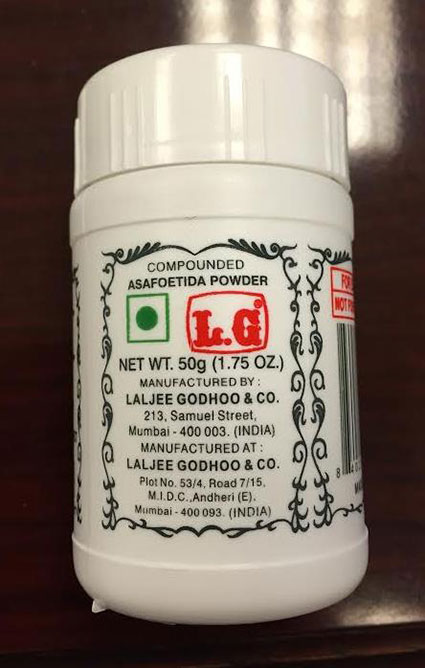
Контейнер комерційної асафетиди

Використовується асафетида як допоміжний засіб для травлення, при маринуванні, в їжу додають як приправу. В індійській вегетаріанській кухні застосовують як смачний підсилювач. Разом із куркумою він є незамінним компонентом сочевичних карі, таких як дал, карі з нуту та овочевих страв. Асафетида покращує смак численних страв у вегетаріанській індійській панджабі та південноіндійській кухні, де її швидко нагрівають у гарячій олії перед приготуванням їжі. Кашмірська кухня також використовує її у стравах з баранини, наприклад, у роган джош. Іноді її використовують для гармонізації солодких, кислих, солоних та гострих компонентів у їжі. Спеція додається в їжу під час приготування. Іноді сушену і подрібнену асафетиду (у невеликих кількостях) їдять з сирим салатом.
У чистому вигляді він продається у вигляді шматочків смоли. Запах чистої смоли настільки сильний, що їдкий запах переб'є інші спеції, що зберігаються поруч, якщо їх не зберігати в герметичній тарі.

## Вирощування та виготовлення
Смоли — отримують із висушеного соку, витягнутого зі стовбура і коренів. Їх використовують як спеції. Смола сіро-біла у свіжому вигляді, але сохне до темно-бурштинового кольору. Смолу асафетиди важко натерти, тому її подрібнюють молотком або між камінням. Сьогодні найпоширенішою формою є суміш асафетиди у вигляді порошку, що містить 30 % смоли асафетиди До складу також входить рисове борошно або майда (біле пшеничне борошно) та гуміарабік.
Ferula assa-foetida — це однодомна, багаторічнатрав'яниста, рослина родини Apiaceae. Зростає в висоту до 2 метрів, з листям 30 — 40 см. Листя стебла мають широкі обшивальні черешки. Квіткові стебла висотою 2,5 — 3 м і товщиною 10 см, порожнисті, з кількістю шизогенних проток у корі, що містять смолисту камедь. Квіти блідо-зеленувато-жовті утворюються у великих складних зонтиках. Плоди тонкі, плоскі, овальні, червонувато-коричневі та мають молочний сік. Коренеплоди товсті, масивні й м'якуваті. Вони дають смолу, подібну до тієї, що в стеблі. Усі частини рослини мають характерний неприємний запах.

## Склад
Типова асафетида містить близько 40–64 % смоли, 10–17 % леткої олії, 25 % ендогенної камеді, та 1,5–10 % золи. Відомо, що смола містить ферулову кислоту, асарезинотаноли 'A' і 'B', умбеліферон та чотири неідентифіковані сполуки. Летюча масляна складова асафетиди багата різними сульфоорганічними сполуками, такими як діаллілсульфід, 2-бутил-пропеніл-дисульфід, диметилтрисульфід (відповідає за запах вареної цибулі) та діаллілдисульфід (присутній у часнику). Сульфоорганічні органи в основному відповідають за запах та аромат асафетиди.

## Історія
Асафоетіда була відома в ранньому Середземномор'ї, прибувши по землі через Іран. В Європу вона потрапила з експедицією Александра Македонського. У першому столітті Діоскорид писав: «Кіренаїчний вид, навіть якщо його просто скуштувати, відразу викликає гумор у всьому тілі й має дуже здоровий аромат, так що його не помічають на диханні або лише трохи; але медіанець [іранський] слабший за потужністю і має неприємний запах». З роками асафетида стала більш популярною серед лікарів та кулінарів.
Асафетида неодноразово згадується в єврейській літературі. Наприклад у творі «Торі Мішне» Маймонід пише: «У сезон дощів слід їсти теплу їжу з великою кількістю спецій, але обмеженою кількістю гірчиці та асафетиди [חִלְתִּית chiltit ]».
Не зважаючи на неприємний запах, він все ще широко використовується в Індії. Асафетиду їдять брахмани та джайни як замінник цибулі та часнику, які їм заборонялося їсти.
Асафетида була описана арабськими та ісламськими вченими та фармацевтами. Авіценна обговорив вплив асафетиди на травлення. Ібн аль-Байтар та Фахр аль-Дін аль-Разі описали деякі позитивні лікарські ефекти на дихальну систему.
До 16 століття асафетида була рідкістю в Європі, і якщо її коли-небудь зустрічали, то розглядали як ліки. Під час італійського Відродження асафетида використовувалася як частина ритуалу екзорцизму.